# 中塚芳生
中塚 芳生（なかつか よしなり、本名：明石 芳生、1964年4月11日 - ）は、日本のシンガーソングライター。CHAGE and ASKAや長渕剛を手がけたギタリストの古川健次に師事。

## 経歴
大阪府出身。1984年、第27回ヤマハポピュラーソングコンテスト関西四国大会（ヤマハ音楽振興会主催）で「世紀末の酒場にて」が優秀曲賞、そして同全国大会に出場。この大会の模様はキャニオン・レコードよりライブ・アルバムとして発売。第29回ポプコン関西四国大会にて入賞。1989年インド楽器などを導入したアコースティックユニット、ナムチェバザールを結成。ライブハウスでの活動を始める。バンドブームの真っ只中、三宅裕司のいかすバンド天国（通称いか天）に出演して完奏、いか天完全完奏版(IKA-9004)でビデオ化。 
劇団惑星ピスタチオの「白血球ライダー」に生演奏、音楽担当で参加。これは上岡演劇祭参加作品として各賞を独占。音楽部門では唯一、ナムチェバザールが入賞。ナムチェバザールは他にもヴィジュアル系バンド、Gargoyleとの競演や、ラジオ番組での活躍など精力的。
前出の惑星ピスタチオとの共同企画「大音劇」、他にも詩人「もりたむぎほ」、彫刻家「橘宣行」とのコラボレーションや前出のピスタチオから女優「平和堂ミラノ」をゲストボーカルとして迎えるなど多彩な活動が話題を呼んだ。CDをインディーズで「サイバーサイコフォークダンス」※と日本クラウンから「ナムチェバザール」。を発売。その先進性が話題となるがメンバー間での生活観の違いにより1994年に活動停止。
同時期、ライブハウスYANTA鹿鳴館のホールプロデューサーに就任。関西インディーズシーンの仕掛人として活動。在籍中のバンドにはBY-SEXUAL、シャ乱Q、Bonnie Duck!?、Luis-Mary、山根康広、L'Arc〜en〜Cielなどがいる。在籍中に、Folk Song Recordを発足。現T.M.Revolutionの前身で、西川貴教が在籍していたヴィジュアル系バンド・Luis-Maryをプロデュース。シングル盤「レイニーブルー」とアルバム「ESCAPE～鏡の中で」をリリース、そのポップさと共に注目され話題を呼ぶ。
山根康広のデビュー直前のメーカー内プロモーション盤にプロデュースとバックボーカルにて参加。山根のメジャー・デビューの直接の切っ掛けとなる。
その後、約5年間は活動を休止、1998年Nam-Namと名乗り再びインターネットを中心に活動を再開。著作権放棄を打ち出し、ネット配信音楽の先駆者として注目された「もえかす」のボーカリストとして活動後、ソロでのライブ/ユニット「歳時記」での活動、2013年に和歌山県紀の川市に移住。旧知のウインズ平阪との縁で和歌山ご当地ソング「わか歌」の創作を開始、世界遺産の丹生都比売神社、高野山を歌った「丹生都比売の災厄」を配信リリース。和歌山放送ラジオへの出演、地元紀の川市を歌った「桃源郷へ」の発表など新しいフィールドでの活動を展開している。2016年個人ユニット「アカシナム」開始。